# Konsta Rasimus
Konsta Rasimus (Helsinque, 15 de dezembro de 1990) é um futebolista finlandês.